# Stratocumulus stratiformis
Stratocumulus stratiformis is een wolkensoort en is onderdeel van een internationaal systeem om wolken te classificeren naar eigenschap volgens de internationale wolkenclassificatie. Stratocumulus stratiformis komt van het geslacht stratocumulus, met als betekenis gelaagde stapel en de term stratiformis komt van laagvormig. Het zijn lage wolken, die gelaagd en enigszins gestapeld zijn.